# Papyrus Oxyrhynchus 1

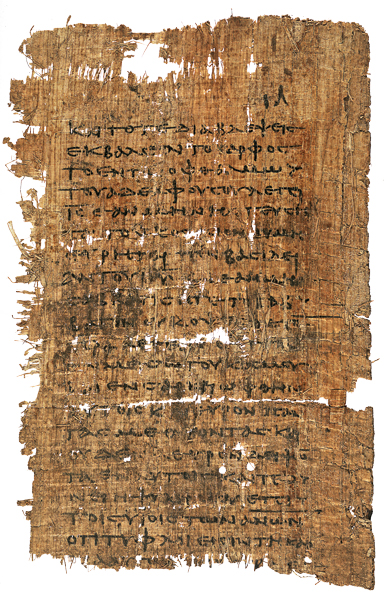
P. Oxy. 1

Papyrus Oxyrhynchus 1 (P. Oxy. 1) je fragment papyru logionu Ježíše napsaný v řečtině (Logia Iesou). Byl mezi prvními papyry které objevili Grenfell a Hunt. Byl objeven 12. ledna 1897 při druhém dnu vykopávek v hromadách odpadků v egyptském městě Oxyrhynchus. Fragment je datován do první poloviny 3. století. Grenfell a Hunt původně datovali fragment mezi roky 150 a 300, ale „pravděpodobně nebyli napsáni mnohem později než v roce 200.“ Později bylo zjištěno, že jde o nejstarší rukopis Tomášova evangelia.

## Popis
Rukopis byl napsán na papyru ve formě kodexu. Rozměry původního listu byly 140–148 na 90–95 mm. Text je psán unciálními písmeny, s jedním sloupcem a 21 řádky na stránce. Poslední řádek je fragmentovaný. Stránkování se nachází v pravém horním rohu (číslo ΙΑ = 11 na druhé straně). Nomina sacra jsou psány zkráceně (ΙΣ,ΘΥ,ΠΡΑ,ΑΝΩΝ ).
Podle Grenfella a Hunta, kteří identifikovali tento fragment pouze jako Logia Iesu („Výroky Ježíše“), původní rukopis obsahoval sbírku Ježíšových výroků, které byly nezávislé na čtyřech evangeliích. Klasifikovali jej jako neheretický a původ jeho výroků umístili před rok 140 n. l. Pozorovali některé paralely s pracemi Klementa Alexandrijského.

## Dějiny
Grenfell a Hunt si neuvědomili, že objevili část Tomášova evangelia, protože v té době neexistoval žádný text k porovnání. Jediná úplná kopie Tomášova evangelia byla nalezena v roce 1945, kdy byla v Nag Hammadi objevena koptská verze se sbírkou raně křesťanských gnostických textů a až po tomto objevu bylo schopno porovnat tyto texty.
Fragment obsahuje logiony (výroky) 26–28 z Tomášova evangelia na přední straně a logiony 29–33 na rubu listu. Grenfell a Hunt také objevili další dva fragmenty tohoto apokryfního evangelia: P. Oxy. 654 a P. Oxy. 655.
Dnes se nachází v Bodleyově knihovně v Oxfordu.